# Renault Sport Spider
Renault Sport Spider eller Renault Spider var en bilmodel fra Renault, som blev bygget fra 1995 til 1999.
Sport Spider var bygget på samme platform som datidens Lotus pga aluminiums rammen, som i øvrigt kom fra Danmark, helt præcist Hydro aluminium i Løgstør. Sport Spider havde centermotor og baghjulstræk. 
Der fandtes kun ét eneste motoralternativ, nemlig en 4-cylindret benzinmotor på 2,0 liter med 16 ventiler og 150 hk, hentet fra Renault Mégane Coupé.
Produktionen foregik på Renault Sports fabrik i Dieppe i Frankrig.

## Tekniske specifikationer[1]
| Model        | Cylindre | Ventiler | Slag- volume cm³ | Effekt | Effekt | Effekt | Drejnings- moment | Drejnings- moment | 0-100 km/t | Topfart | Vægt | Årgang(e) | Årgang(e) |
| Model        | Cylindre | Ventiler | Slag- volume cm³ | kW     | hk     | omdr.  | Nm                | omdr.             | sek.       | km/t    | kg   | fra       | til       |
| ------------ | -------- | -------- | ---------------- | ------ | ------ | ------ | ----------------- | ----------------- | ---------- | ------- | ---- | --------- | --------- |
| Sport Spider | 4        | 16       | 1998             | 110    | 150    | 6000   | 186               | 4500              | 6,9        | 215     | 930  | 1995      | 1999      |